# セーラー服反逆同盟
『セーラー服反逆同盟』（セーラーふくはんぎゃくどうめい）は、1986年10月13日から1987年3月23日まで毎週月曜日19:30 - 20:00に、日本テレビ系で放送されたドラマ。ユニオン映画制作。主演は中山美穂と仙道敦子。
オープニングナレーションは「青春、それは悲しみと苦しみ。この物語は悪の巣窟・黒鳥学園を舞台に、暗い過去と秘密を背負った少女たちが勇敢にも悪に立ち向かう、戦いのドラマである!!」

## 概要
10年以上前は超エリート校だった黒鳥学園高校にのさばる校長一派を倒すため、暗い過去と秘密を持った少女たちが“セーラー服反逆同盟”を結成、白いセーラー服にド派手なメークで素顔を隠し学園を救うために、悪に立ち向かう青春アクションドラマ。最高視聴率は15.3%。
フジテレビの『スケバン刑事』シリーズに対抗する形で制作された。

## 登場人物

### セーラー服反逆同盟
反逆同盟のメンバーは、第18話まではユミ・ルリ・ケイだったが、第19話終盤でミホが正式に加わり、新反逆同盟となる。ただし、名乗る時などは反逆同盟のままで変更はない。
山縣 ミホ（やまがた ミホ）
演 - 中山美穂
理事長の娘ではあるが、内心は黒鳥学園の現体制を嫌い、前理事長のころの学園を愛しており、たびたび旧理事長室に足を運ぶ。強引に乗っ取りを企てた父親を憎んでいるものの憎み切れず、苛立ちを感じており、反逆同盟がピンチの時には、爆発する赤いバラを投げて陰ながら助太刀を続けていた。理事長の娘という立場上ルリ・ケイからは疎まれていた。親友・香織が父親の陰謀に巻き込まれて殺されたため、怒りを抑えきれなくなり、ユミの勧めで反逆同盟の一員となる。
学園の教員たちからは「ミホお嬢様」と呼ばれるほど一目置かれていたため、反逆同盟加入後はその人脈を活かして教員たちと生徒たちとの仲介役を買って出る。
オープニングのクレジットは中山美穂が最初となっているが、中山が同時期に他局のドラマと掛け持ちをしていたため、序盤は出番が少なく、全く登場しない回も何度かあった（その時はトメに移動）。
反逆同盟加入は物語終盤であり、変装姿では紫系統のアイメイクと口紅をしており、後ろで一つにまとめた長い髪をリボンで結んで登場する。武器は赤いバラであり、そのバラを持って振り回す攻撃をする（薔薇の花弁が刃物のように斬れる）。これまでのように薔薇を飛ばして爆発させることも出来る。
高坂 ユミ（たかさか ユミ）
演 - 仙道敦子
ルリ・ケイに誘われて反逆同盟に加入。同盟のリーダー的存在で成績優秀、スポーツ万能の優等生。4歳の時、児童虐待で母親に殺されかけた過去を持ち、胸にはその時に出刃包丁によって付けられた切り傷が古傷として残っている。その後、空手有段者の叔父の下で育ったため、空手の腕は折り紙付き。母親を連れ去った男たちの羽織に入っていた「黒鳥」の紋章を手がかりに、同じ「黒鳥」の紋章を持つ黒鳥学園に福岡県立大隈高校から転入。高校マラソンの日本新記録保持者だった。
オープニングのクレジットは仙道敦子の名前がトメ（最後）に来るが、ミホ役の中山の出番が中盤までは少ないため、序盤や中盤は彼女が物語の中心人物として描かれている。
変装姿では肩までのおかっぱ頭に黒っぽいアイシャドウと紅い口紅をつけている。武器は叔父から貰った鎖付きの皮手袋と身体そのものによる格闘攻撃（皮手袋を装着した拳によるパンチ攻撃やハイキック、回し蹴り、ジャンプからの飛び蹴りなど）。
弓削 ルリ（ゆげ ルリ）
演 - 山本理沙
反逆同盟の一員。勝気な性格でユミとよく対立するが、根は人情家で情に脆い。
牧野のスカウトで反逆同盟となり、変装姿では細かいソバージュヘアに赤い口紅をつけている。武器は足に装備した鋭利な彫刻刀で、ナイフのように投げて敵に突き立てる。
合田に胸が小さいと言われて、今後成長すると反論する。成績不振者からの寄付金集めの学力テストで、合田のカンニングのとばっちりで、カンニング両成敗とされ0点となる。母親が病気で入院費が多くかかることから、1点あたり10万円の寄付金を払えず、学校を休学扱いにされ、いかがわしいクラブでアルバイトをさせられる。
渋川 ケイ（しぶかわ ケイ）
演 - 後藤恭子
反逆同盟の一員で普段はおとなしいが、怒らせると一番恐い。真面目で純粋なため、騙され易い。ユミとルリの仲裁役。ルリには「おケイ」と呼ばれている。昔は鳴らしたスケバンであった。
ルリ同様に牧野のスカウトで反逆同盟に参加、変装姿ではサイドテールにした髪型に、緑系統のアイシャドウと口紅をつけている。武器はスカーフに仕込んだ樹脂製の鎖。鎖で首を締めたり、物を弾いたりもする。
英語の出来が悪く片岡の特別授業に選ばれていた。第10話ではオードリーにとても良い発音とほめられた。襲われた際に赤いバラの花束を投げたため、赤いバラの使い手と誤解され、オードリーに監禁される。

### 同盟の仲間
合田 雄太（ごうだ ゆうた）
演 - 南渕一輝
反逆同盟の情報収集役でドジだが憎めない男子生徒。中学時代に自分をいじめていた相手を見返すために黒鳥学園に転入した。ユミに惚れている。ユミとミホには「合田くん」、ルリとケイからは「雄太」と呼ばれている。
牧野
演 - 山本紀彦（第1・2話）
2年A組担任。悪の巣窟と化した学園を正浄化すべく、ルリ・ケイたちと反逆同盟の結成を計画していたが、反省房に入れられた合田を逃がそうとして代わりに捕まり、高沢たちに泥酔させられた後、多摩川に突き落とされて溺死。

### 黒鳥グループ
山縣 祐一郎
演 - 南原宏治
12年前に黒鳥学園の理事長に就任した。ミホを庇って交通事故にあったため下半身不随となり車椅子生活をしている。心臓病を患っており、時々発作が起きる。学園の経営権をミホに譲ろうと考えていたが・・・
葉室 加寿子
演 - 奈美悦子
理事長の再婚相手でミホの継母にあたる。実はユミの実母であり、ユミを殺そうとして怪我をさせ古疵を付けた張本人。現黒鳥学園の事実上のトップで、学園をエリート養成校「白鳥学園」として作り変え、OBを各界に送り込むことで国家の支配を達成せんとする通称「B計画」の中核的存在。夫以上の冷酷な性格で、ミホからは「父の再婚相手なだけの女」と軽蔑されるほど。
秘書
演 - 銀粉蝶（第22・23話）
加寿子の側近であり、B計画の遂行には手段を選ばず、常にポーカーフェイスで何を考えているのかわからない冷酷非情な女。表向きは加寿子の命令に従っているものの、ユミを殺せずにいた加寿子の後ろからユミを殺そうとするなど、ある意味一番の悪人。

### 黒鳥学園
馬場 志津夫
演 - 藤岡重慶
校長。葉巻を愛用するヤクザの親分的風体。ミホを「お嬢様」と呼び一目置いていたが、彼女が反逆同盟の一員と知るや、躊躇せず反撃を加える。
真下 豊子
演 - 中島はるみ
教頭。艶っぽく高圧的。校長の愛人的立場にあり、校長を尻に敷いている。馬場共々反逆同盟にKOされた。
九条 栄
演 - 竹中直人
変態教師。正確な職位は不明だが幹部級の地位にある。声色を使い分け多重人格者を思わせる狡猾な男。言葉の語尾に「～ざんがしょ」と言う。校長から豹藤が起こした事件の犯人より、お前の方が薄気味悪いと言われる。
B計画のためのテストケースとして、発信機付きのブレスレットで生徒の行動をモニター、夜間に外出している者を配下の風紀委員たちに逮捕させていた。反逆同盟に追い詰められた際には多重人格の演技で惑わそうとしたが通じず、ミホのバラパンチでKOされた。
佐伯 一八
演 - 安岡力也
体育教師。牧野の死後、2年A組の担任になる。パワーファイターで頭を使うのは苦手であるが、篭城した生徒をウナギを焼く煙で誘い出そうとするなど小細工をすることはある。手にしている竹刀は仕込み剣。生徒たちには絶対的存在として振舞おうとするものの、恩師にお漏らししたことをバラされたり、体育教師なのにカナヅチだったりと散々である。
北島
演 - 宮田州（第3話）
柔道部顧問。暴力教師でかなり陰湿な性格。
ケーシー片岡
演 - ハント・ケーシー（第4話）
英語教師。ミホの家庭教師も務めていた。盲目を装い、バイロンの詩を利用した催眠術で生徒たちの洗脳を企てた。
亀井
演 - 椎谷建治（第5話）
事務長。雲野と結託して強盗事件を起こす。厳密にいうと学園に対して不利益を働いており敵の手先とは言い難い。最後は免職になったものと思われる。
オードリー・ベーカー
演 - エブリン・ベニュー（第10話）
片岡の後任の英語教師。実は反逆同盟抹殺のため校長に雇われたカード使いの刺客。
立川 正太郎
演 - 丹古母鬼馬二（第12話）
亀井の後任事務長。寄付金集めのために女子生徒をいかがわしいクラブに売り飛ばし、金を稼ぐ。戦闘時には白いアメフトユニフォームにヘルメットという姿に変身する。反逆同盟に倒された後、「本校の名誉を著しく傷つけた」との理由で免職になる。その人事は校内の掲示板に貼り出され生徒たちの喝采を浴びた。
悪田 脳水
演 - 三谷昇（第13話）
化学部顧問。過去に殺害した生徒を使って人体蘇生実験を行う。隻眼である。
岩清水
演 - 大杉漣（第19話）
山縣理事長の秘書。理事長の命令で教育連盟爆破を計画。
東条 又一郎
演 - 黒部進（第20話）
学園理事。加寿子の片腕としてB計画を推進。

### 2年A組生徒
- 藤沢亜紀 - 藤尾亜紀
- 麻理 - 瓜生麻理
- まゆみ - 森田まゆみ
- 博子 - 森口博子
- 岡本章子 - 岡谷章子
- ちえみ - 立原ちえみ
- 佐川武 - 真矢武
- 田辺航 - 渡辺航
- 山口 - 山本義明
- 森口 - 細川明
- 椎名梢
- 山本茂利
- 日向明夫
- 水野勝章

### ゲスト

#### 第1話「悪の巣、黒鳥学園!」
ユミの叔父
演 - 愛川欽也（特別出演）
福岡に住んでいる。母の手掛かりを追って、いつかは自分の元を去るであろうと覚悟しつつも、ユミを引き取り育てながら、武道を教えてきた。
高沢
演 - 森一馬（第2話）
生徒会指導部を率いる指導部長。学園のワルたちも震え上がる実力者らしいが、反逆同盟の前では赤子同然であった。

#### 第5話「学園、幽霊現わる!」
小宮
演 - 奥村公延
創設以来、学園に勤める用務員。ルリと親しい。奪われた金の代償に亀井に自殺を強要される。
雲野
演 - 清水宏
金融会社「スコヤカローン」社長。亀井と共謀して学園の金を強奪。

#### 第6話「真夜中の処刑遊戯!」
浜渡 達也
演 - 石山浩
学園の後援会長の息子。ひき逃げを目撃した稲葉稔を脅迫し、それに応じない稔の四肢を手下たちの運転するバイクに括りつけて引きずり回す。反逆同盟との戦いでは散弾銃で手下もろとも射殺しようとした。
その余りの所業から、ルリたちからは悪魔と呼ばれた。
浜渡
演 - 児玉謙次
達也の父。代議士で学園の後援会長。達也のひき逃げを揉み消そうとする。

#### 第7話「危ない少年仕掛人!」
西村
演 - 益富信孝
麻薬密売人。村川を脅して病院から麻薬を盗み出させたが、麻薬を持ち逃げした村川の息子・祐介をさらう。

#### 第8話「ツッパリ候補生!」
広田 信一
演 - 深見博
佐伯の教え子で天龍組若頭。ツッパリ4人組を利用して対立している組長を殺害。

#### 第9話「パソコン逆転計画!」
豹藤 史朗
演 - 古角謙弥
元黒鳥学園教師でウェイター。ふられた腹いせに思いを寄せていた女子生徒たちを襲う変質者。

#### 第11話「カケフ君危機一髪!」
島田 一平
演 - 相良健治
雄太が知り合った掛布雅之そっくりの少年。身代金目的に誘拐される。役名こそ異なるが、サブタイトルに「カケフ君」の名前が入っている。

#### 第12話「落ちこぼれ名門高校（秘）作戦!」
藤沢亜紀の父
演 - ジェリー藤尾
娘の成績で呼び出され、父兄会の席で親子喧嘩してしまう。藤沢亜紀を演じる藤尾亜紀はジェリー藤尾の娘であり、第12話のみ親子共演となった。また、本作品の主題歌を歌っているA-JARIの藤尾領はジェリー藤尾の親戚である。
椎名梢の母
演 - 南田洋子
父兄会で立川に寄付金を要求され小切手で支払う。
日向明夫の父
演 - 水野晴郎
父兄会で立川に寄付金を要求されカードで支払う。

#### 第13話「水着がいっぱい! 学園騒動」
美咲 涼子
演 - 速水典子
妹の不審な死と学園が関係しているのではという疑問から、モスクワオリンピック代表という立場を利用し、水泳の特別コーチとして学園に潜入。学園で密かに栽培されているネオジキタリスを探す。

#### 第14話「フォーカスの罠!」
岩崎 涼子
演 - 若葉しをり
福岡県立大隈高校のマラソン選手で、ユミの後輩。上原に万引きの濡れ衣を着せられ自殺してしまう。
上原 三郎
演 - 堀田真三
九条の友人のカメラマン。学園の依頼で涼子の万引きをでっち上げる。

#### 第15話「プッツン気分! 初恋しちゃった」
逆刀 京二
演 - 高木淳也
A-JARIのギタリスト。ケイが一目ぼれした青年で、2年A組に転入するが、実は反逆同盟抹殺のため雇われた始末屋。空手の有段者で風を起こしたり瞬間移動したりする超能力（?）を持つ。
ライブハウス店長
演 - 近江俊郎
A-JARIが出演しているライブハウスの店長。

#### 第16話「翼の折れた天使」
高木 エリカ
演 - 橘ゆかり
イサオと密航する約束を果たすため、少年院を脱走してきた少女。
小田 イサオ
演 - 瀬山修
エリカの恋人。実はコカイン密輸団のボス。

#### 第17話「にせ者現わる! 汚れた白い制服」
田崎 健悟
演 - 片桐竜次
自称ルポライター。ニセ反逆同盟を唆して宝石を強奪。

#### 第18話「20億円の夢! シンデレラ騒動」
吉川 マキ
演 - 楠トシエ
佐伯の小学校時代の恩師でオーストラリアの石油成金。遠縁の娘・まなみに遺産を譲るため帰国。
金坂
演 - うえだ峻
佐伯の友人の弁護士。ニセ者のまなみを仕立て、吉川の遺産横取りを計画。
大男
演 - 新海丈夫
金坂の手下で、怪力の持ち主。

#### 第19話「白い制服を着たミホ同盟加入!」
西島 香織
演 - 田村奈美
ブロードウェイを目指すミホの友人。理事長の陰謀に巻き込まれ殺害される。

## スタッフ
- 企画 - 梅沢勝哉（日本テレビ）、小泉英二
- ナレーター - 中村友美
- 脚本 - 日暮裕一、二色ひとし、大川俊道、園田英樹
- 音楽 - 大谷和夫
- 監督 - 江崎実生、帯盛迪彦、藤田保行
- 主題歌 - A-JARI「SHADOW OF LOVE」（東芝EMI）
戦闘シーンでも流された。なおA-JARIは第15話でカメオ出演している。
- 挿入歌
  - 仙道敦子「Don't Stop Lullaby」（ハミングバード）[注 5]
  - 山本理沙「Lonely Lion」（バップ）
- 撮影 - 内田安夫
- 照明 - 嶋田宣代士
- 美術 - 坂口岳玄
- 録音 - 井家真紀夫（映広音響）
- 選曲 - 関谷行雄（映広音響）
- 効果 - 脇坂孝行
- 整音 - 山本逸美（映広音響）
- 大道具 - 美建興業
- 技斗 - 横山稔
- アクション - ジャパンアクションクラブ
- MA - 映広
- スタジオ - 国際放映
- 現像 - IMAGICA
- プロデューサー - 佐藤丈
- プロデューサー補 - 安倍夏彦
- 協力プロデューサー - 安西一人
- 製作著作 - ユニオン映画

## 放送日程
| 話数   | 放送日          | サブタイトル                  | 脚本                | 監督     |
| ------ | --------------- | ----------------------------- | ------------------- | -------- |
| 第1話  | 1986年 10月13日 | 悪の巣、黒鳥学園!             | 日暮裕一            | 江崎実生 |
| 第2話  | 10月20日        | 熱き! 4人の誓い               | 日暮裕一            | 江崎実生 |
| 第3話  | 10月27日        | 反抗は地獄への道              | 二色ひとし          | 江崎実生 |
| 第4話  | 11月03日        | 死神が呼んでいる!             | 大川俊道            | 江崎実生 |
| 第5話  | 11月10日        | 学園、幽霊現わる!             | 二色ひとし          | 江崎実生 |
| 第6話  | 11月17日        | 真夜中の処刑遊戯!             | 大川俊道            | 江崎実生 |
| 第7話  | 11月24日        | 危ない少年仕掛人!             | 日暮裕一            | 帯盛迪彦 |
| 第8話  | 12月01日        | ツッパリ候補生!               | 日暮裕一            | 帯盛迪彦 |
| 第9話  | 12月08日        | パソコン逆転計画!             | 大川俊道            | 帯盛迪彦 |
| 第10話 | 12月15日        | 赤いバラの死闘!               | 二色ひとし          | 帯盛迪彦 |
| 第11話 | 12月22日        | カケフ君危機一髪!             | 二色ひとし          | 藤田保行 |
| 第12話 | 1987年0 1月05日 | 落ちこぼれ名門高校（秘）作戦! | 日暮裕一            | 藤田保行 |
| 第13話 | 1月12日         | 水着がいっぱい! 学園騒動      | 大川俊道            | 藤田保行 |
| 第14話 | 1月19日         | フォーカスの罠!               | 日暮裕一            | 帯盛迪彦 |
| 第15話 | 1月26日         | プッツン気分! 初恋しちゃった  | 園田英樹            | 帯盛迪彦 |
| 第16話 | 2月02日         | 翼の折れた天使                | 大川俊道            | 帯盛迪彦 |
| 第17話 | 2月09日         | にせ者現わる! 汚れた白い制服  | 二色ひとし 日暮裕一 | 帯盛迪彦 |
| 第18話 | 2月16日         | 20億円の夢! シンデレラ騒動    | 日暮裕一            | 帯盛迪彦 |
| 第19話 | 2月23日         | 白い制服を着たミホ同盟加入!   | 大川俊道            | 帯盛迪彦 |
| 第20話 | 3月02日         | ミホ大活躍! 学園の計画粉砕!   | 大川俊道            | 帯盛迪彦 |
| 第21話 | 3月09日         | ミホ怒り爆発! バラ投げさえる  | 園田英樹            | 帯盛迪彦 |
| 第22話 | 3月16日         | ミホ危機一髪! 血まみれの決闘  | 日暮裕一            | 帯盛迪彦 |
| 最終話 | 3月23日         | さようなら! 仲間達 涙の別れ   | 日暮裕一            | 帯盛迪彦 |

## 決め台詞
第6話までは☆、第7話からは★の箇所で「何者だ、貴様らは!?」など、悪役の台詞が入る。なお、第7話からは決め台詞にリバーブがかかっている。
☆
ルリ「闇の中で、のさばり続ける悪党ども!」
ケイ「てめえら（相手が一人の時は「てめえ」）のようなワルは許せねえ!」
ユミ「天に代わって成敗する!」
★
ミホ（第20話～）「純潔と燃える正義の…」
全員「セーラー服反逆同盟!」

## エピソード
- 当初は1クールのみの放映予定であったが、予想外の好視聴率により2クールに延長された。また、その前の番組まで同枠はロート製薬一社提供で放送されていたが、この番組以降はロート製薬を含む複数社提供となり、ロート製薬は各社扱いの30秒スポンサーへの変更に伴いしかもスポンサーは全て各社扱いの30秒だった。この体制は、『オレンジロード』、『燃える!お兄さん』、『美味しんぼ[注 6]』、さらに1989年10月に読売テレビ制作枠に変更されてから放映開始となった『YAWARA!』まで続いたが、『YAWARA!』の途中（1990年3月末）でロート製薬がスポンサーを降板した。
- 当時既に人気アイドルだった中山美穂は、このドラマと、同時期に撮影および放送が始まった主演の青春ドラマ『な・ま・い・き盛り』（フジテレビ）とを掛け持ちしていた。『な・ま・い・き盛り』のほうにウェイトを置いていた中山は『セーラー服反逆同盟』への出演シーンは序盤少なく、「薔薇を投げるシーン（バンク）」のみの回やスケジュールの過密化で出演していない回も存在した。中山と仙道敦子のW主演が売り文句だったが、実質仙道がメインとなっていた。
- 中山と仙道はその後、TBSの連続ドラマ『卒業』（金曜21時枠、1990年1月 - 3月放送）でもどちらも主演格で共演した。
- ちなみにこの枠でドラマ番組が放送されたのは、1964年6月 - 8月に放送された海外ドラマ『ブラボー火星人』が同年8月に木曜19時台前半に移動して以来22年2か月ぶり、国産ドラマとしては1960年2月 - 4月に放送された『鉄人28号（ドラマ版）』以来26年半ぶりであった。
- 反逆同盟が着用した白いセーラー服は視聴者にプレゼントされたことがある。

## 漫画版
- 漫画版『セーラー服反逆同盟』は1986年11月より1987年4月までの半年間に渡り『少年キャプテン』（徳間書店刊）に連載された。これは同名テレビドラマとのタイアップにより掲載されたものであり、『スケバン刑事』などと違い、特に漫画の方が原作というわけではない（話数も6話と短く、内容も幾分異なる）。原作はドラマの脚本も書いている二色ひとしで作画は戸国美穂（水縞とおる）。少年キャプテンコミックス、その後大都社からも復刊されたが、現在はともに絶版。